# Fresh Cream
Fresh Cream je debutové album skupiny Cream, které vyšlo v prosinci roku 1966. Obsadilo šesté místo na britském a 39. místo na americkém žebříčku. V roce 2003 se album umístilo na 101. příčce v anketě magazínu Rolling Stone, věnované 500 nejlepších albům všech dob.
Debutové album Cream stojí na blues-rockových základech, v některých částech však již přechází k psychedelickému pop-rocku, který se plně uplatní na následující desce. Chytne posluchače hned od začátku, který obstarává našláplá Brucova píseň "N.S.U.", famózní je také podání bluesové klasiky od Willieho Dixona "Spoonful", zahrané tak svěže a nově, jako snad do té doby nikdy. Je to zejména královské představení Erica Claptona, který potvrzuje, že blues je jeho krevní skupina. Tak, jako vyniká v bluesových skladbách, se však trochu ztrácí v popovějších písních, kde mu hraní rytmické kytary příliš nesedí. Velmi zajímavě na desce zní Brucova baskytara, která je agresivnější, ale zároveň i melodičtější, než bylo na soudobých nahrávkách zvykem. Ginger Baker se na albu prezentuje svým obvyklým, „urputným“ stylem bubnování, které vyniká zejména v jeho vlastní instrumentálce "Toad", kde si dopřál pořádné sólo. První LP Cream je skvělé, přesto se v budoucnu dočkáme od této formace ještě úžasnějších hudebních zážitků.

## Seznam skladeb
1. "I Feel Free" (Jack Bruce, Pete Brown) – 2:51
2. "N.S.U." (Bruce) – 2:43
3. "Sleepy Time Time" (Bruce, Janet Godfrey) – 4:20
4. "Dreaming" (Bruce) – 1:58
5. "Sweet Wine" (Ginger Baker, Godfrey) – 3:17
6. "Spoonful" (Willie Dixon) – 6:30
7. "Cat's Squirrel" (Traditional, arr. S. Splurge) – 3:03
8. "Four Until Late" (Robert Johnson, arr. Eric Clapton) – 2:07
9. "Rollin' and Tumblin'" (Muddy Waters) – 4:42
10. "I'm So Glad" (Skip James) – 3:57
11. "Toad" (Baker) – 5:11

## Sestava
- Eric Clapton - kytara, zpěv
- Jack Bruce - baskytara, harmonika, zpěv
- Ginger Baker - bicí, perkuse, zpěv